# Лё, Тома де
Тома де Лё, или Леу, или Ле Лёп (фр. Thomas de Leu; 1560—1612) — французский гравёр и издатель эстампов голландского происхождения.

## Биография
Тома де Лё был сыном торговца гравюрами из Ауденарде и начал свою деятельность в Антверпене, где работал на Жана Дитмарта (ок. 1538—1603) под покровительством династии фламандских гравёров Вирикс. Он работал в основном в Париже, с 1576 года, с Жаном Рабелем, который являлся одним из самых известных портретных гравёров своего времени.
Женившись на Мари Карон в 1583 году, он стал зятем Антуана Карона, одного из главных художников второй школы Фонтенбло, и, следовательно, шурином гравёра глубокой печати Леонара Готье. Затем он женился на Шарлотте Ботеро в 1605 году и стал тестем Клода Виньона, поскольку последний женился на их дочери.
Тома де Лё гравировал в глубокой печати либо по рисункам художников-современников, таких как Карон, Рабель, Демонстье, Кенель, либо по своим собственным рисункам. Его основным учеником был Мельхиор Тавернье.

## Творчество
Его первая гравюра, датированная 1579 годом, — «Правосудие». Он создал около 300 портретов, в том числе портреты Екатерины Медичи и Генриха III, гравюры на религиозные темы, такие как благословение Христа в 1598 году и набор из 25 гравюр, изображающих жизнь святого Франциска.
По словам Огюста Пуарсона, его работы делятся на две части: исторические произведения и портреты главных героев своего времени. Первым историческим произведением является изображение большого проекта триумфальной арки, воздвигнутой в честь Генриха IV по случаю осады Парижа, композиция которой принадлежит Перре. Вторым — гравюра, изображающая коронацию Людовика XIII.
В серии работ стиля Вирикс можно увидеть портреты Марии Стюарт, бюст Генриха IV, пару Генриха IV и Марии Медичи. По его зарисовкам можно найти портреты Генриха II де Бурбона, принца Конде, выгравированные в 1595 году, портрет Ледигьера в 1596 году, Шарля де Бирона, герцога Майеннского, Монморанси и его жены, а также портрет поэта Пассера.

Гравюры Тома де Лё
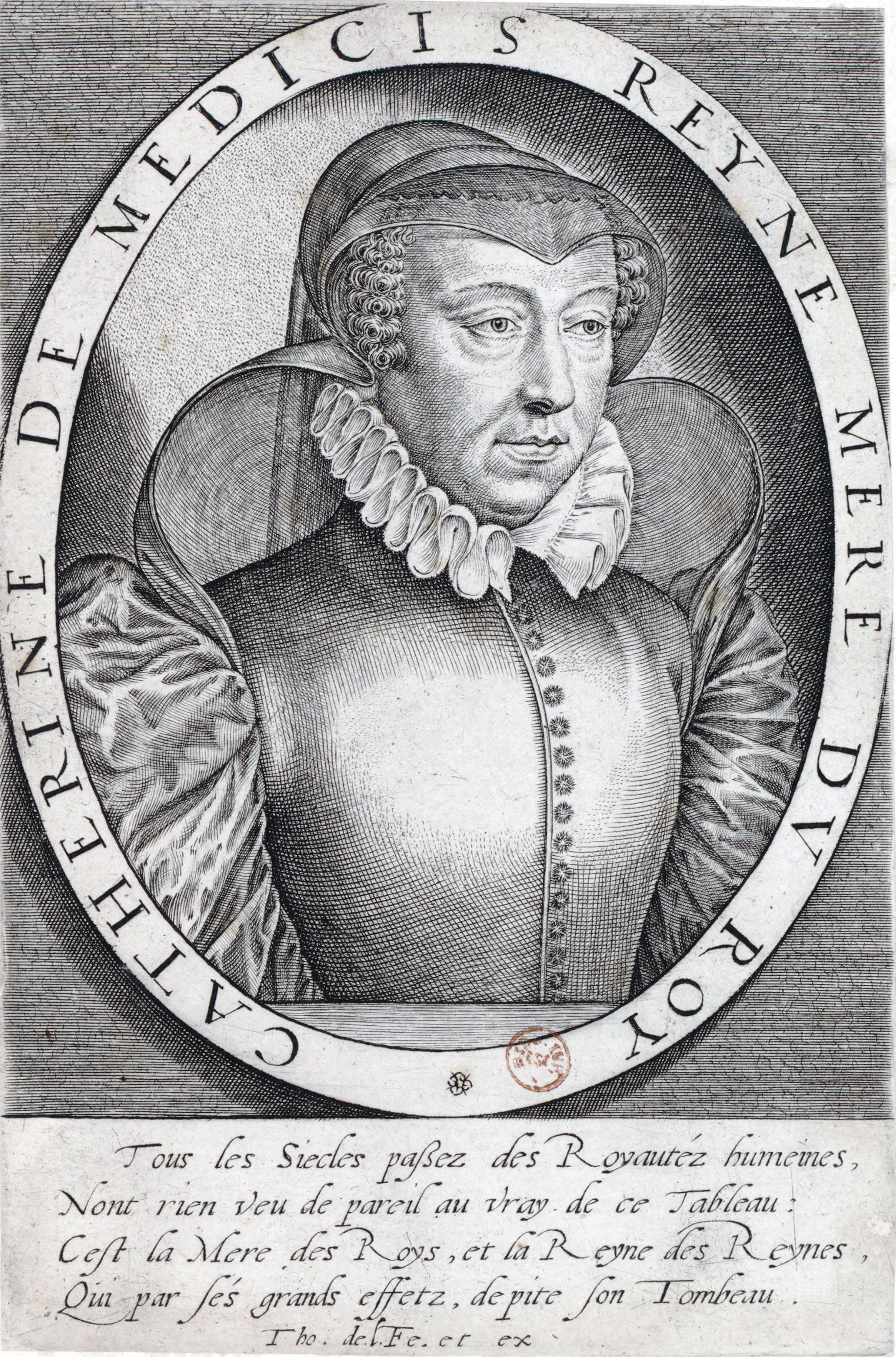
Портрет Екатерины Медичи
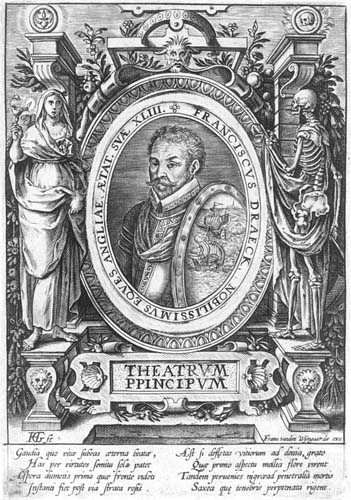
Портрет Фрэнсиса Дрейка
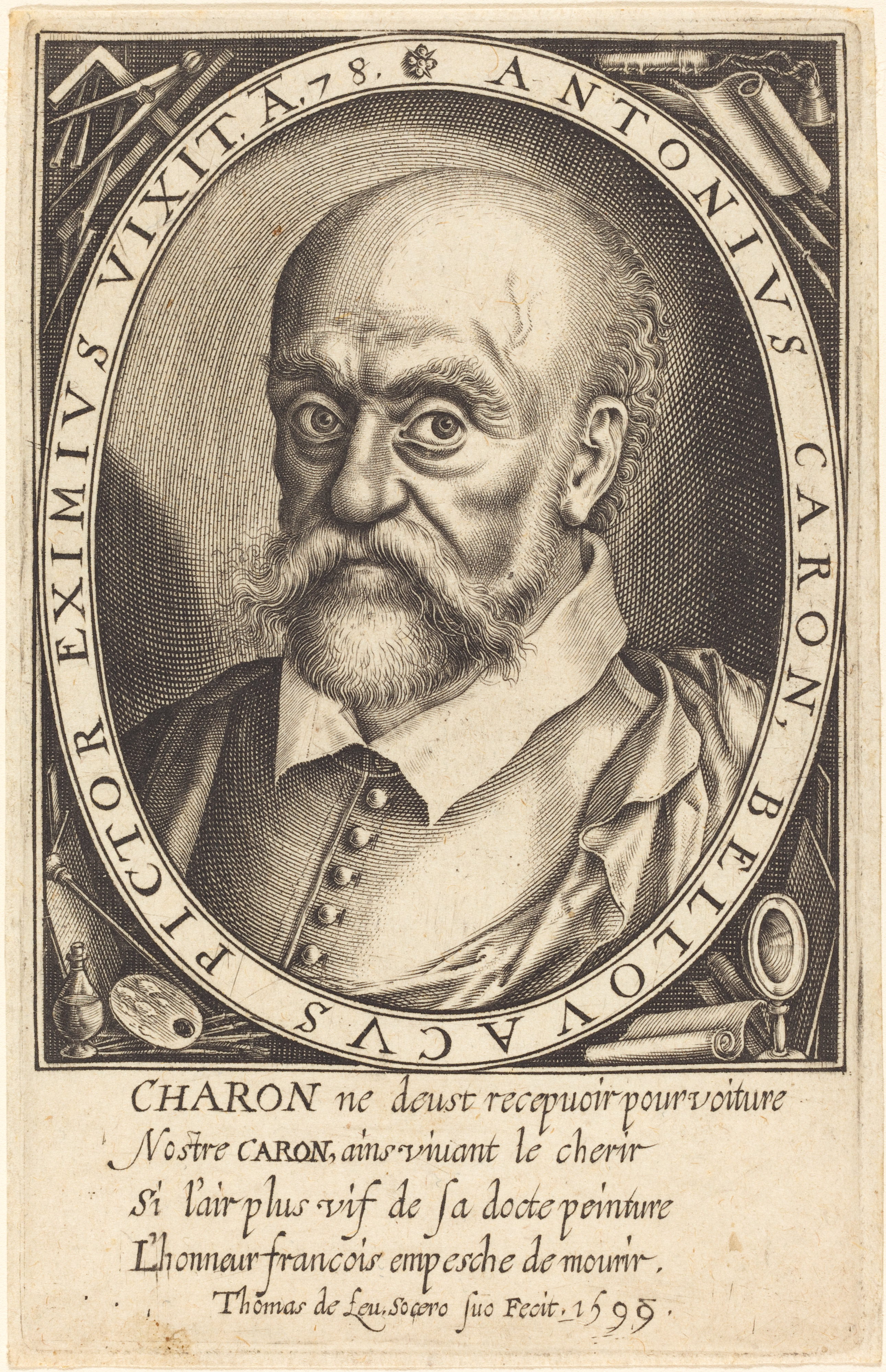
Портрет Антуана Карона (1599)
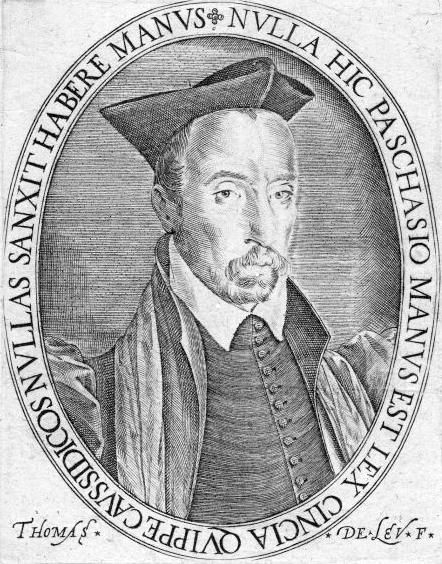
Портрет поэта Этьена Паскье
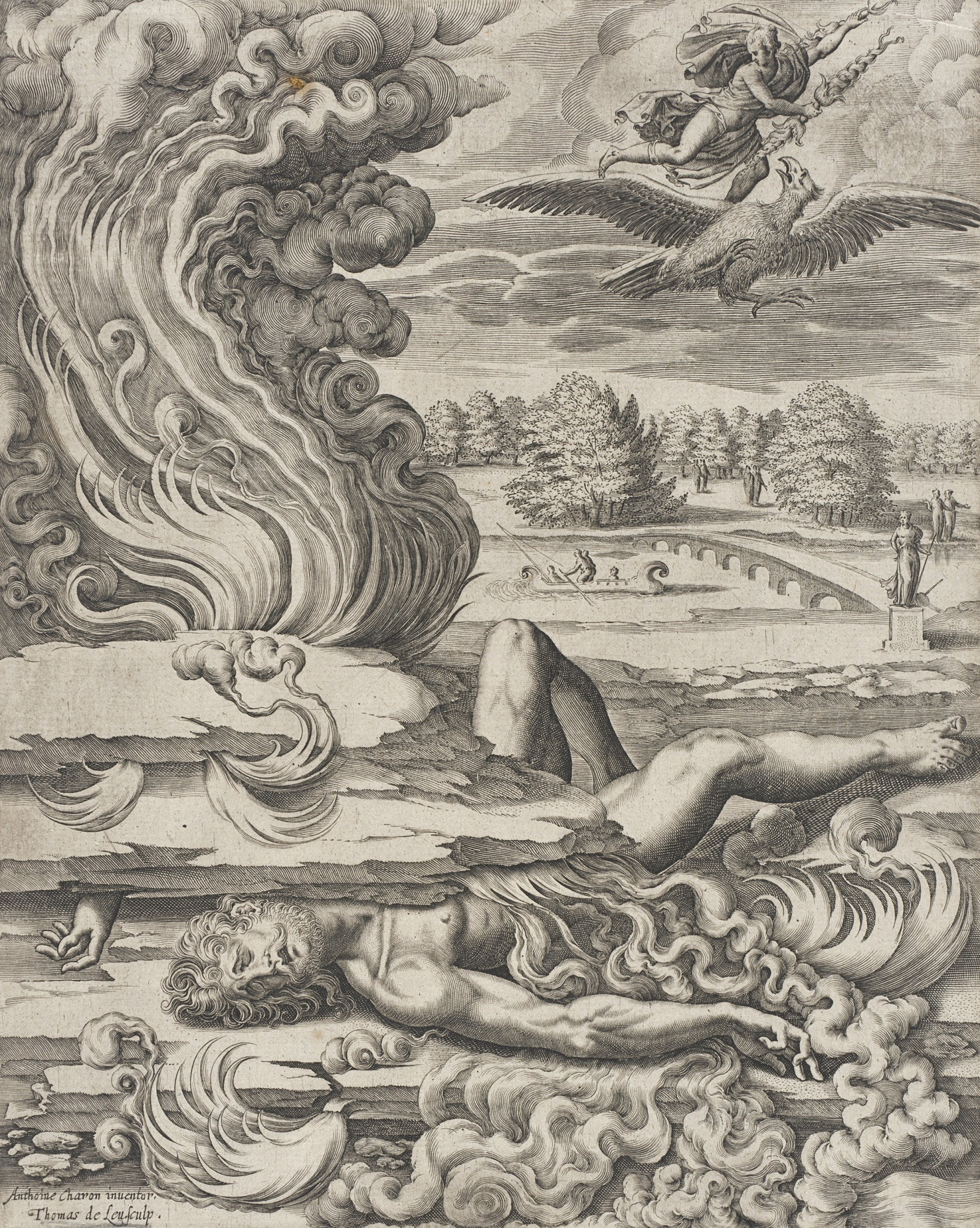
Прометей после Антуана Карона